# Гросс, Вальтер
Вальтер Гросс (21 октября 1904 — 25 апреля 1945) — политический деятель нацистской Германии.

## Биография
Гросс посещал протестантские гимназии в Познани и Гёттингене. С 1923 года изучал медицину в Гёттингенском, Тюбингенском и Мюнхенском университетах. По окончании обучения в 1928 году получил докторскую степень.
Член Национал-социалистической партии с 1925 года.
До 1932 года работал ассистентом в госпитале Брауншвейга. После вступил в нацистскую медицинскую ассоциацию и стал сотрудником Департамента здравоохранения.
В 1933 году Гросс основал политическое ведомство в области народонаселения и расовой гигиены, в мае 1934 года переименованное в Офис расовой политики. Возглавляемое им учреждение занималось публичной пропагандой и поддержкой нацистской программы стерилизации и других схем «этнического улучшения».
В 1936 году Гросс стал членом Рейхстага.
Гросс был антисемитом и призывал к истреблению евреев согласно политике окончательного решения еврейского вопроса. Написал несколько книг на тему «еврейского вопроса».
С входом Красной армии в Берлин Гросс сжёг свои документы и совершил самоубийство в собственном доме, таким образом уничтожив основательные доказательства, «которые могли обличить более 3000 членов нацистской сети расовых пропагандистов».